# Fred Bank
Fred Bank (* 23. März 1964) ist ein ehemaliger deutscher Fußballspieler. In den 1980er-Jahren spielte er für Fortschritt Bischofswerda in der DDR-Oberliga, der höchsten Liga im DDR-Fußball.

## Sportliche Laufbahn
Bereits mit 17 Jahren bestritt Fred Bank seine ersten beiden Spiele in der zweitklassigen DDR-Liga für die Betriebssportgemeinschaft (BSG) Fortschritt Bischofswerda. In den letzten zwei Ligaspielen der Saison 1980/81 wechselte ihn Trainer Manfred Helder für 19 bzw. 45 Minuten ein. Nachdem Bank 1981/82 in seinen 20 von 22 Ligaspielen noch hauptsächlich als Einwechselspieler tätig war, aber schon ein Tor erzielt hatte, konnte er sich in den beiden folgenden Spielzeiten als Linksaußenstürmer einen Stammplatz erobern. Beide Male kam er in allen 22 Ligaspielen zum Einsatz und war mit fünf bzw. drei Toren erfolgreich. Von der Saison 1984/85 an wurde die DDR-Liga auf zwei Staffeln reduziert, und es musste jeweils 34 Spiele absolviert werden. Sowohl 1984/85 als 1985/86 hatte Bank in der Hinrunde etliche Ausfälle zu verzeichnen, sodass er nur auf 22 (fünf Tore) bzw. 19 (ein Tor) Einsätze kam.
1986 gelang der BSG Fortschritt der Aufstieg in die DDR-Oberliga. Auch dort reichte es für Bank nicht mehr zum Stammspieler. Zwar wurde er in 20 der 26 Oberligaspiele eingesetzt, stand aber nur zehnmal als Abwehrspieler in der Startelf. Nach dem sofortigen Abstieg folgten wieder zwei Spielzeiten in der DDR-Liga. 1987/88 konnte sich Bank stabilisieren und bestritt weiter in der Abwehr spielend, 28 der 34 Ligaspiele und erzielte nach seinem torlosen Oberligajahr wieder drei Tore. In der Saison 1988/89 stieg Bischofswerda zum zweiten Mal in die Oberliga auf. Bank war daran zwar mit 26 Spielen und vier Toren beteiligt, musste sich in der Rückrunde aber mit mehreren Einwechslungen begnügen. In der Oberligaspielzeit 1989/90 stand Bank bis zum 7. Spieltag kontinuierlich als Abwehrspieler in der Mannschaft, spielte danach aber nur noch sporadisch neunmal und kam auch nur noch einmal zu einem Torerfolg. Seine Mannschaft war erneut nicht oberligatauglich und stieg auch im zweiten Anlauf sofort wieder ab.
Im Laufe der Saison 1990/91 trat die DDR der Bundesrepublik bei, und der DDR-Fußball wurde im November 1990 vom DFB übernommen. Am bisherigen DDR-Ligensystem änderte sich in der laufenden Saison nichts, sodass auch die DDR-Liga ihren zweitklassigen Status behielt. Sie wurde auch bis zum September in den Medien als DDR-Liga bezeichnet. Nach dem Ende der DDR hieß sie dann nur noch Liga. Infolge der wendebedingt geänderten wirtschaftlichen Verhältnisse wandelten sich die Betriebssportgemeinschaften in Vereine um, aus der BSG Fortschritt wurde der FV Fortschritt Bischofswerda. Bank gehörte weiterhin zum Spielerkader des Vereins und war mit seinen 24 Einsätzen in den 30 Ligaspielen und drei Toren eine wichtige Stütze der Mannschaft, in der er hauptsächlich als Verteidiger aufgeboten wurde.
Mit der Saison 1991/92 wurden die ostdeutschen Fußball-Ligen in das DFB-System eingegliedert. Damit wurde die bisher zweitklassige ehemalige DDR-Liga zur drittklassigen Fußball-Oberliga Nordost, in die auch der neu benannte Bischofswerdaer FV 08 eingegliedert wurde. Dort spielte Fred Bank noch bis 1995. 1993 stand er auf dem Sprung in die 2. Bundesliga. Der FV 08 nahm als Tabellenzweiter der Staffel Süd (FC Sachsen Leipzig|Sachsen Leipzig erhielt keine Lizenz) an den vier Relegationsspielen teil, scheiterte aber mit nur einem Sieg. Bank war in allen Spielen aufgeboten worden. Nach der Spielzeit 1994/94, die Oberliga Nord-Ost war inzwischen viertklassig geworden, beendete Fred Bank im Alter von 30 Jahren seine leistungssportliche Laufbahn. Als Freizeitkicker schloss er sich dem sächsischen Landesligisten VfB Zittau an.